# Gérard Darmon

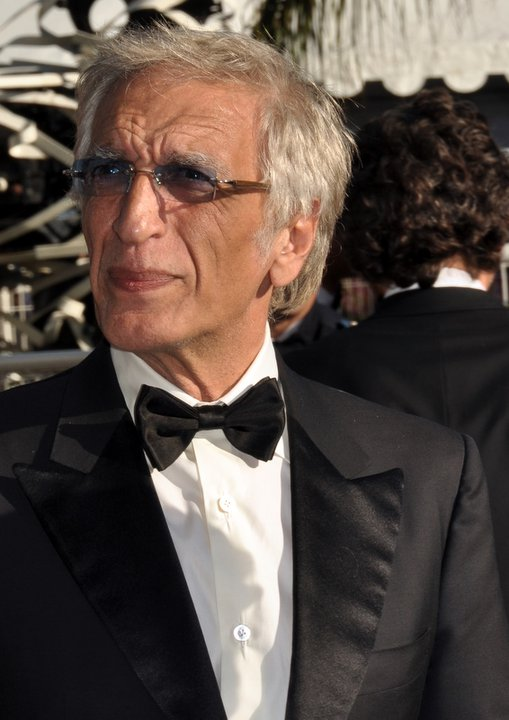
Gérard Darmon bei den Internationalen Filmfestspielen von Cannes 2011

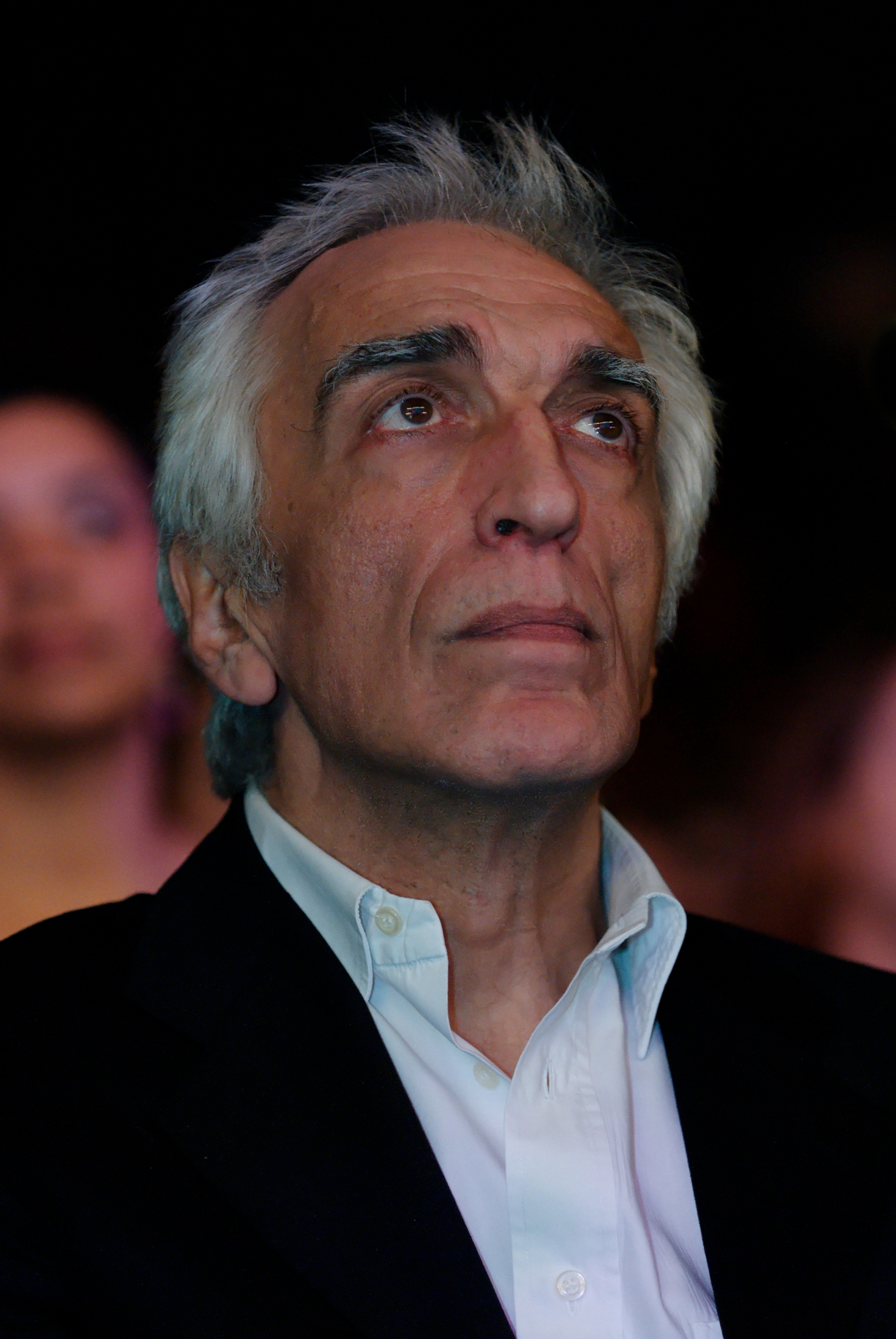
Darmon im Jahr 2008

Gérard Darmon (* 29. Februar 1948 in Paris) ist ein französisch-algerischer Schauspieler und Sänger.

## Leben
Gérard Darmon entstammt einer Familie algerischer Einwanderer. Für das Kino entdeckt wurde er von Roger Hanin. Seine erste Filmrolle bekam er in dem Film Die Abenteuer des Rabbi Jacob von Gérard Oury, in dem er einen der Gefolgsleute von Colonel Farès spielt. Einer breiteren Öffentlichkeit wurde er 1980 durch seinen Auftritt in Diva von Jean-Jacques Beineix bekannt, gefolgt von Der Superboß, an der Seite von Roger Hanin. Seine erste Hauptrolle spielte er 1983 in Die Prinzen, einem Film des Regisseurs Tony Gatlif. In den folgenden Jahren spielte er unter anderem in diversen Filmen unter der Regie von Claude Lelouch, 2002 war er in der Rolle des Pyradonis in Asterix & Obelix: Mission Kleopatra von Alain Chabat zu sehen. 2003 brachte er sein erstes Album als Sänger heraus, gefolgt von weiteren Veröffentlichungen in den Jahren 2006 und 2008.

## Filmografie (Auswahl)
- 1973: Die Abenteuer des Rabbi Jacob (Les aventures de Rabbi Jacob)
- 1975: Le faux-cul – Regie: Roger Hanin
- 1979: On efface tout – Regie: Pascal Vidal
- 1981: Diva
- 1982: Der Superboß (Le grand pardon) – Regie: Alexandre Arcady
- 1982: La baraka – Regie: Jean Valère
- 1983: Die Prinzen (Les princes) – Regie: Tony Gatlif
- 1983: Cap Canaille – Regie: Juliet Berto
- 1983: Le grand carnaval – Regie: Alexandre Arcady
- 1984: Geschichte eines Lächelns (Notre histoire) – Regie: Bertrand Blier
- 1985: Liberté, égalité, choucroute – Regie: Jean Yanne
- 1985: Mörderischer Engel (On ne meurt que deux fois) – Regie: Jacques Deray
- 1985: Unter Wölfen (Les Loups entre eux) – Regie: José Giovanni
- 1986: Betty Blue – 37,2 Grad am Morgen (37°2 le matin)
- 1986: Rue du départ – Regie: Tony Gatlif
- 1986: Ein Tag in Paris (Suivez mon regard) – Regie: Jean Curtelin
- 1987: Heißes Geld (Le beauf) – Regie: Yves Amoureux
- 1988: Sans peur et sans reproche – Regie: Gérard Jugnot
- 1990: So sind die Tage und der Mond (Il y a des jours… et des lunes) – Regie: Claude Lelouch
- 1990: Gaspard et Robinson – Regie: Tony Gatlif
- 1991: Im Schatten der Golanhöhen (Pour Sacha)
- 1991: Passport – Regie: Georgi Danelija
- 1992: Vagabond – Regie: Ann Le Monnier
- 1992: Das Gesetz der Mafia (Le grand pardon 2) – Regie: Alexandre Arcady
- 1993: Alles für die Liebe (Tout ça… pour ça!)
- 1993: Pas d’amour sans amour – Regie: Evelyne Dress
- 1994: Le voleur et la menteuse – Regie: Paul Boujenah
- 1994: Die Titte und der Mond (La teta i la lluna) – Regie: José Juan Bigas Luna
- 1994: La cité de la peur – Regie: Alain Berbérian
- 1996: Pourvu que ça dure – Regie: Michel Thibaut
- 1996: Les victimes – Regie: Patrick Grandperret
- 1997: Amour et confusions – Regie: Patrick Braoudé
- 1999: Les grandes bouches – Regie: Bernie Bonvoisin
- 2002: Asterix & Obelix: Mission Kleopatra (Asterix & Obelix: Mission Cléopâtre)
- 2002: Ball & Chain – Zwei Nieten und sechs Richtige (Le boulet)
- 2002: 3 zéros – Regie: Fabien Onteniente
- 2002: Der Dieb von Monte Carlo (L’homme de la Riviera)
- 2003: Die Herzen der Männer (Le cœur des hommes)
- 2003: Mais qui a tué Pamela Rose? – Regie: Éric Lartigau
- 2003: Les clefs de bagnole
- 2004: Mariage mixte – Regie: Alexandre Arcady
- 2004: Pédale dure – Regie: Gabriel Aghion
- 2005: Emmenez-moi – Regie: Edmond Bensimon
- 2005: Les parrains – Regie: Frédéric Forestier
- 2007: Die Herzen der Männer 2 (Le cœur des hommes 2) – Regie: Marc Esposito
- 2007: Deux vies plus une – Regie: Idit Cébula
- 2008: Le piège américain – Regie: Charles Binamé
- 2009: Celle que j’aime – Regie: Élie Chouraqui
- 2015: Nur wir drei gemeinsam (Nous trois ou rien)
- 2018: Liebe bringt alles ins Rollen (Tout le monde debout)
- 2018: Meine wunderbare Scheidung (Brillantissime)
- 2019–2021: Joint Venture (Family business, Fernsehserie)
- 2023: Asterix & Obelix im Reich der Mitte (Astérix et Obélix: L'Empire du Milieu)
- 2024: Das große Los (À l’ancienne)

## Diskographie
- 2003: Au milieu de la nuit
- 2006: Dancing
- 2008: On s’aime